# Dragoslav Ražnatović
Dragoslav Ražnatović (cirílico sérvio:Драгослав Ражњатовић)(Vranje, 19 de abril de 1941) é um ex-basquetebolista sérvio que integrou a seleção iugoslava que conquistou a medalha de prata disputada nos XIX Jogos Olímpicos de Verão realizados em 1968 na Cidade do México. Ražnatović já havia disputado os Jogos Olímpicos de 1964 em Tóquio onde ficaram apenas com o sétimo lugar. Conquistou duas medalhas de prata em Campeonatos Mundiais em 1963 e 1967.